# 稻子站

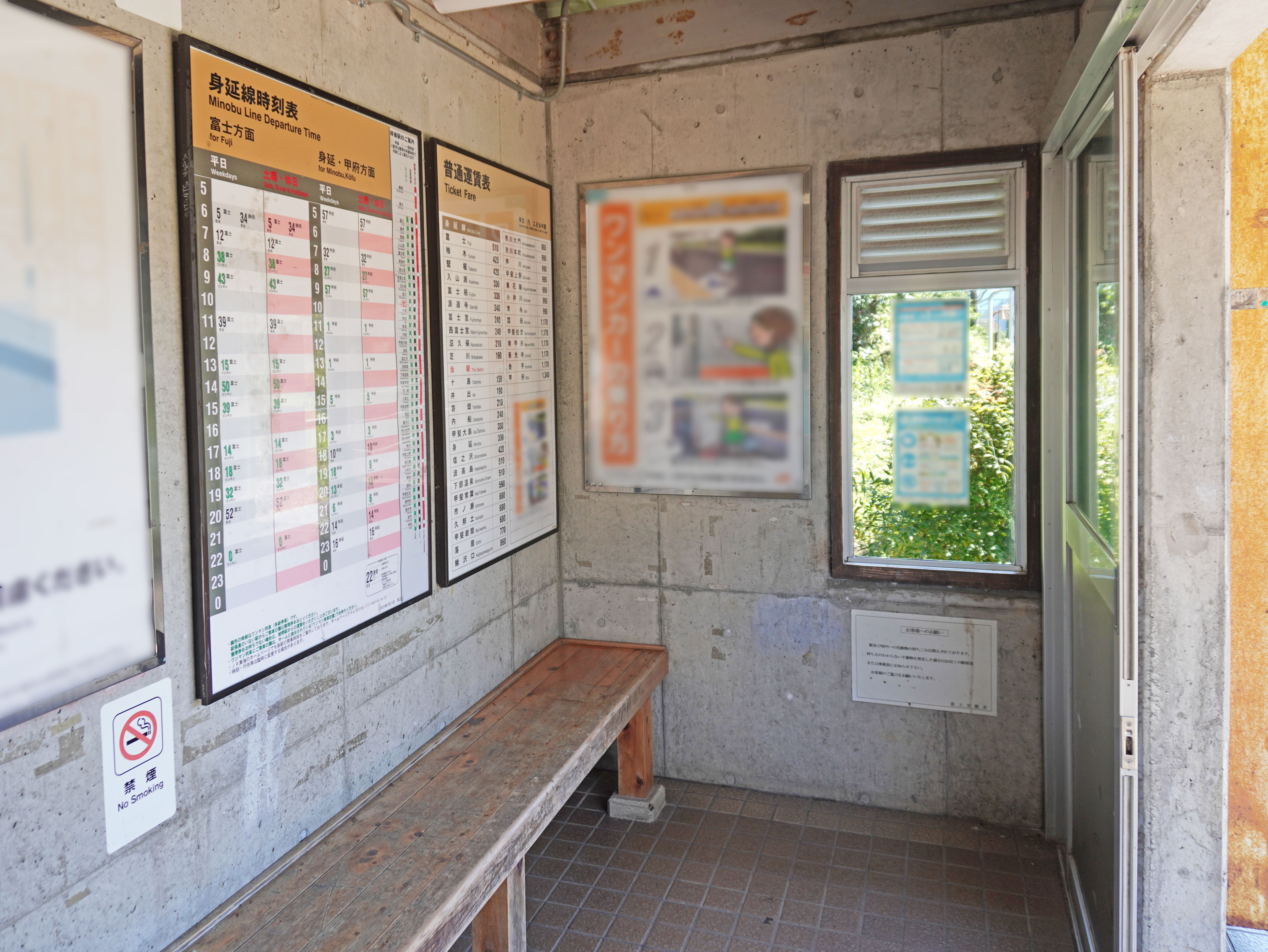
候車室内（2022年9月）

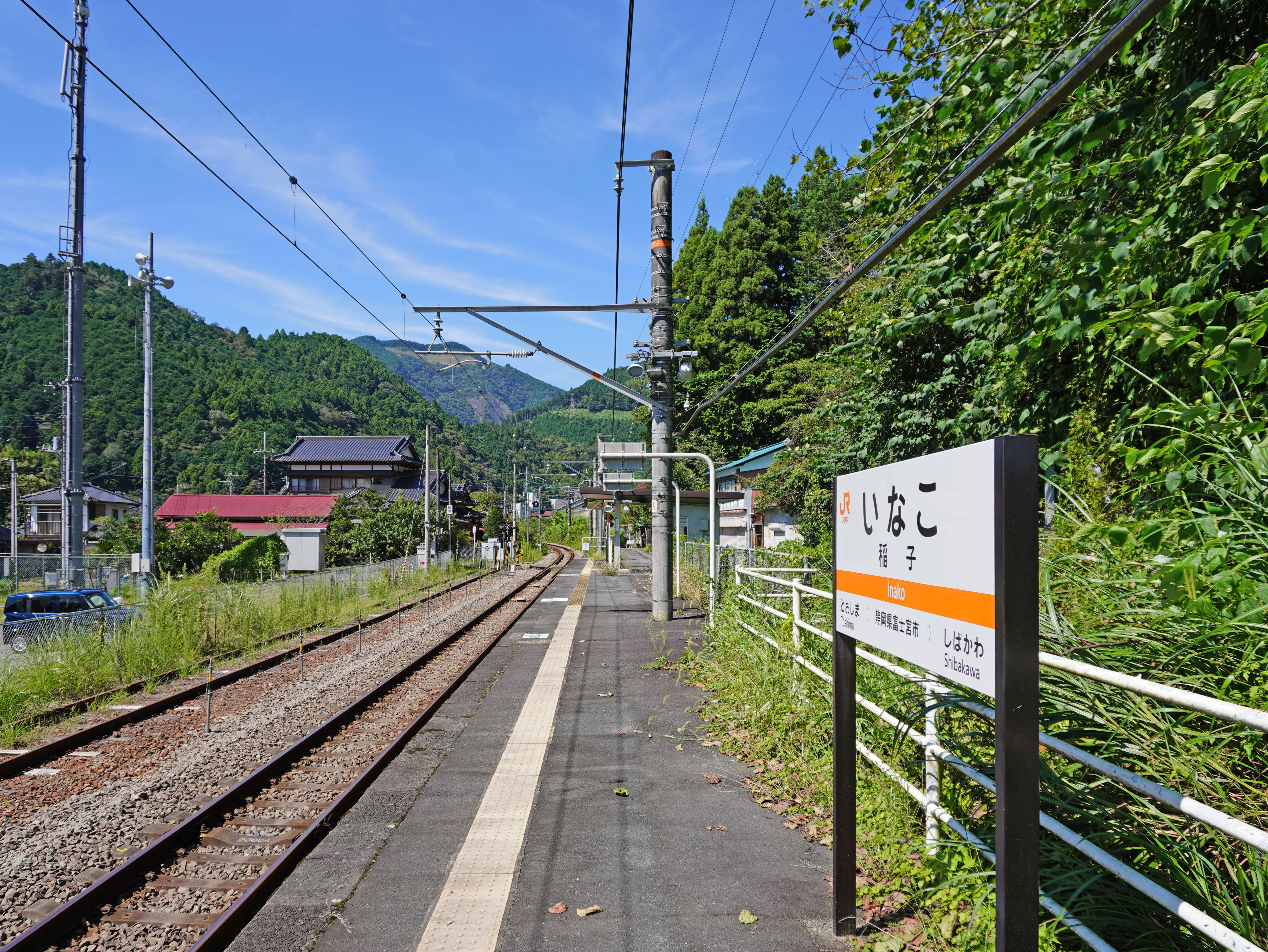
月台（2022年9月）

稻子站（日语：／ Inako eki */?）是位於靜岡縣富士宮市下稻子355號，東海旅客鐵道（JR東海）的身延線車站。

## 歷史
- 1929年（昭和4年）8月15日：富士身延鐵道開設此站。為旅客和貨物車站[1]。
- 1938年（昭和13年）10月1日：富士身延鐵道借給鐵道省使用，成為身延線[1]。
- 1941年（昭和16年）5月1日：富士身延鐵道正式國有化[1]。
- 1961年（昭和36年）10月1日：結束貨物起卸業務。
- 1987年（昭和62年）4月1日：伴隨國鐵分割民營化，車站由東海旅客鐵道（JR東海）營運[1]。

## 車站構造
車站是一座地面車站，設有1面1線的單式月台和1條側線。月台位於路軌東北邊。側線只連接芝川一方的本線，並設有止衝擋於稻子平交道前。
車站大樓位於月台靠近十島一方，在車站啟用至1990年代前一直使用。大樓是一座木造建築物，當車站成為無人車站時，便把車站大樓重建為一座較小的混凝土建築物，內部設有候車室。
此站是由富士宮站管理的無人車站。沒有自動售票機，此站內不可購買車票。

## 使用狀況
以下為近年1日乘車人次列表：
| 乘車人次變化 | 乘車人次變化     | 乘車人次變化 |
| 年度         | 1日平均 乘車人次 |              |
| ------------ | ---------------- | ------------ |
| 1993年       | 98               |              |
| 1994年       | 99               |              |
| 1995年       | 96               |              |
| 1996年       | 107              |              |
| 1997年       | 100              |              |
| 1998年       | 93               |              |
| 1999年       | 87               |              |
| 2000年       | 81               |              |
| 2001年       | 不明             |              |
| 2002年       | 不明             |              |
| 2003年       | 不明             |              |
| 2004年       | 不明             |              |
| 2005年       | 不明             |              |
| 2006年       | 33               |              |
| 2007年       | 32               |              |
| 2008年       | 33               |              |
| 2009年       | 29               |              |
| 2010年       | 17               |              |
| 2011年       | 13               |              |
| 2012年       | 12               |              |
| 2013年       | 12               |              |
| 2014年       | 11               |              |
| 2015年       | 8                |              |
| 2016年       | 7                |              |
| 2017年       | 8                |              |
| 2018年       | 8                |              |

## 車站周邊
車站附近設有下稻子村落。周邊設有數間商店和餐廳。這裡的富士川蜿蜒曲折。此站與十島站之間經過2座隧道。
車站西邊設有稻子川，並與富士川匯合。此站與十島站之間設有國道469號並行，該國道在此站附近向北前進，與稻子川並行。
在富士川對於設有村落，由於富士川河道較寬，因此沒有建設橋樑，該處前往此站比較不便。
車站周邊主要的景點包括新稻子川溫泉、稻子川溫泉、稻子聖觀音、天子七瀑布、平維盛之墓、飛圖溫泉和櫻峠。

## 巴士路線
| 乘車處 | 乘車處 | 系統 | 主要途經     | 目的地     | 巴士公司 | 備註                |
| ------ | ------ | ---- | ------------ | ---------- | -------- | ------------------- |
| 稻子站 |        | 宮12 | 稻子小學     | 上稻子落合 | 宮巴士   | 平日和星期六只有3班 |
| 稻子站 |        | 宮12 | 長貫、芝川站 | 芝川會館   | 宮巴士   | 平日和星期六只有3班 |

## 相鄰車站
東海旅客鐵道（JR東海）
 身延線
芝川－稻子－十島

## 注腳
1. 1 2 3 4 5  曾根悟（日语：曽根悟）（監修）. 朝日新聞出版分冊百科編集部（編集） , 编. . 週刊 歴史でめぐる鉄道全路線 国鉄・JR (朝日新聞出版). 2009-07-26, (3): 22–23 （日语）.
2. ↑  「靜岡縣統計年鑑」
3. ↑  「富士宮市之統計」

## 外部連結
- 國土地理院地圖參閲服務 （页面存档备份，存于） - 稻子站周邊的1/25000地形圖 （页面存档备份，存于）（日語）